# Cara a cara (película de 1967)
Cara a cara es un film de 1967 dirigido por Sergio Sollima, y perteneciente al subgénero del spaghetti western. 
A esta película se le supone erróneamente ser la segunda parte de la trilogía protagonizada por Tomás Milián en el papel de Cuchillo. La trilogía en realidad es un díptico: El halcón y la presa, y Corre, Cuchillo, corre

## Argumento
Fletcher (Gian Maria Volonté), un profesor de Historia, se ve obligado a dejar la enseñanza por motivos de salud. Va en busca del sol y de un clima más seco en el estado de Texas. Por intentar ayudar al peligroso bandido Beauregard Bennett (Tomás Milián), que está preso, es secuestrado por éste en la huida. Tras convivir con él una temporada debido a su secuestro, comienza a entablar amistad con Bennett, y termina por formar parte de la banda.
El profesor intenta de convertir el jefe, pero acaba sometiéndose al encanto de la vida como bandido, mudándose en un hombre violento, fanático y visionario. 
Durante un duelo entre los dos el profesor, que al principio ni siquiera sabía disparar, logra superar la destreza de Beauregard, pero descubre que su arma estaba descarga sin que se hubiese enterado; una prueba inventada por el mismo Beauregard Bennet, que resalta el cambio de profesor

## El duelo mental
Resulta interesante el lento cambio de la mentalidad de los dos personajes principales, lo que demuestra el potencial de carga negativa que puede ocultarse en un "intelectual" y lo positivo fundamental que, en cambio, puede ser escondido dentro de un delincuente empedernido
El duelo final es impresionante, único en la historia del cine, porque en él se enfrentan Tomas Milian y Gian Maria Volonté, con personalidades y roles totalmente diferentes de los que poseían al inicio de la película: el bueno ha venido a ser el malo, que hace frente al malo convertido en bueno. El tema central de la película es el cambio que tiene lugar en el hombre frente a hechos excepcionales.